# Gamla Stadens Kammarkör
Gamla Stadens Kammarkör är en kör som bildades 2002 i Eskilstuna. Kören leds av Mirjam Blomberg, och medlemmarna är i åldern 16 - 29. Kören har medverkat vid större uppsättningar så som Les Miserables i Globen. Kören har en blandad repertoar, från Magnus Uggla till latinska klostermelodier.